# برنامج هارفارد- ماساتشوستس للعلوم الصحية والتكنولوجيا
برنامج هارفارد- ماساتشوستس للعلوم الصحية والتكنولوجيا (بالإنجليزية: Harvard–MIT Program in Health Sciences and Technology) يعد أحد أقدم وأكبر برامج تدريب الأطباء والعلماء في مجال الهندسة الطبية الحيوية في الولايات المتحدة. تأسس في عام 1970 وهو أطول تعاون بين جامعة هارفارد ومعهد ماساتشوستس للتكنولوجيا (MIT). ضمن البرنامج، يتم تسجيل طلاب الدراسات العليا والطب في كل من معهد ماساتشوستس للتكنولوجيا وجامعة هارفارد ويمكنهم العمل مع أعضاء هيئة التدريس وأعضاء هيئة التدريس المنتسبين من كلا المجتمعين.